# Jean Corti
Jean Corti (* 1929 in Bergamo, Italien; † 25. November 2015 in Frankreich) war ein italienisch-französischer Akkordeonist und Komponist. Bekannt wurde er insbesondere durch die Zusammenarbeit mit Jacques Brel, für den er einige Chansons komponierte. Sein erstes Soloalbum veröffentlichte er erst im Jahr 2001.

## Leben
Der 1929 im norditalienischen Bergamo geborene Corti gehörte zur großen Zahl italienischer Akkordeonisten, die in der französischen Musette-Szene aktiv wurden und diese beeinflussten. Seine musikalische Karriere führte ihn vom Akkordeonspieler in einem Militärbordell Mitte der 1940er Jahre bis zur Begleitung des französischen Chansonniers Georges Brassens am Kontrabass.
Im Jahr 1960 lernte Corti in Bandol Jacques Brel kennen, der ihn als Begleitmusiker engagierte. In den folgenden sechs Jahren gehörte er zu Brels festem Stamm von Musikern und trat mit dem Chansonnier auf bis zu 300 Konzerten im Jahr auf. Er komponierte die Musik zu Les bourgeois, jene zu Titine gemeinsam mit Gérard Jouannest sowie mit Brel und Jounnast die Chansons Madeleine, Les toros und Les vieux. Der Tourneen überdrüssig, verkündete Corti Ende 1965 bei einem Konzert in der Sowjetunion den im Folgejahr vollzogenen Ausstieg aus Brels Begleitkombo. Corti eröffnete eine Nachtbar in Les Mureaux, in der Brel eines seiner letzten Konzerte gab, bevor er selbst seine Bühnenkarriere beendete.
Corti blieb allerdings auch weiterhin musikalisch aktiv und spielte oder komponierte für Jo Privat, Armand Lassagne, Barbara, Michel Petrucciani, Alain Bashung und Les Rita Mitsouko. Er schrieb die Musik zum Oscar-nominierten Kurzfilm Die alte Dame und die Tauben aus dem Jahr 1997. Im Jahr 2001 veröffentlichte er sein erstes Soloalbum, produziert von Têtes Raides, dem sich in den folgenden Jahren zwei weitere anschlossen.

## Diskografie
- 2001: Couka
- 2007: Versatile
- 2009: Fiorina